# Инверсна задача

## Общи сведения
Решението на инверсна задача (понякога наричана обратна задача) включва определянето на неизвестни причини на базата на наблюдението на техни ефекти. Това е противоположно на съответстващата права задача, чието решение включва намирането на ефекти базирано на пълното описание на причините.
Прост пример може да поясни дадените определения. В практическата динамика движението на маса в гравитационно поле зависи напълно от началното разположение и скорост на обекта. Физическото описание на процеса (F=mg) и съответстващите начални условия (позиция x0 и скорост V0) образуват причините на произтичащото движение. Ако тези причини са напълно описани, може да бъде намерено резултатното движение. Това движение (описано като вектор x(t)) е ефекта на тези причини. Сега може да се определи инверсната задача. Предположете, че се знаят масата на обекта и силата на гравитационното поле в което то се движи. От наблюдения (експеримент), също се определят позицията и скоростта на обекта в няколко известни момента от време. Инверсната задача се формулира като въпроса: Може ли да се определят началната позиция и скорост на обекта?

## Определение
Както беше вече споменато, инверсна задача възниква, когато се търсят причините за наблюдавани или желани ефекти. Това означава, че от някои ефекти (като измерени: електрически потенциали, заобикалящи (външни) магнитни полета, температури и т.н.) трябва да се изчислят и реконструират източниците (разпределение на токови плътности, топлинни проводимости, електрически проводимости, форма на проводящи обекти, токови диполи, диелектрични проницаемости и т.н.) или причините за тези ефекти. Инверсна на този вид задача е правата или директна задача. Обикновено правата задача е по-класическата. Например, когато се работи с частни диференциални уравнения, правата задача може да бъде да предскаже развитието (еволюцията) на описваната система от познание за текущото ѝ състояние и главните физически закони, включващи информация за всички физически съществени параметри, докато инверсната задача е да оцени тези параметри (или някои от тях) от наблюдения за развитието на системата (това се нарича оше разпознаване (идентифициране) на параметри).
Докато правата задача обикновено е свързана с интегриране, инверсният оператор, съответстващ на решаването на обратната задача е диференциране. Понякога няма разлика. Тук трябва да се спомене, че интегрирането е изглаждащ процес, което е непосредствено свързано с нестабилността на диференцирането.
Линейната инверсна задача се формулира с уравнението:
{\displaystyle Tx=y},
където {\displaystyle T} е линеен оператор, действащ между множествата (пространствата) на Хилберт {\displaystyle X} и {\displaystyle Y}.
Уравнението се свежда и до задача с функция за минимизация с Тихонова регуларизация:
{\displaystyle x_{\alpha }=\operatorname {arg\,min} ||Tx-y||Y^{2}+\alpha ||x||x^{2}}
където α>0 е регуларизационен коефициент. Целта е да се намери най-доброто приблизително решение при условие, че точните стойности на входните данни не са известни и само данни с шум са на разположение:
||y – yδ||≤δ
Тук δ е нивото на шум.
Нелинейната инверсна задача се дефинира с уравнението с нелинеен оператор:
F(x) = y,
където F действа между X и Y. Противоположно на линейния случай, F обикновено не е изрично дадена, но представя оператор описващ правата задача. Не са гарантирани нито съществуване нито еднозначност на решението. В смисъл на минимизационна задача с Тихонова регуларизация може да се запише:
xα = arg min||F(x) – y||Y2 + α||x||X2.
За намиране на решение на горното уравнение е удачно да се използва алгоритъм за намиране на глобално решение (такива са пробабилистичните алгоритми като генетичен алгоритъм, еволюционни стратегии, симулиране на закаляването, методи Монте Карло и други).

## Примери
Един важен пример на линейна инверсна задача е интегралното уравнение на Фредхолм от първи род:
{\displaystyle y(v)=\int _{a}^{b}t(v,p)\,x(p)\,dp}
Поради това, че инверсната функция не може да изпълни условията за непрекъснатост, малки грешки в данните {\displaystyle y} са много увеличени в решението {\displaystyle x}. В този случай инверсната задача на изчислението на {\displaystyle x} от измерено {\displaystyle y} е некоректно поставена задача.
За да се получи числено (дискретно) решение, интегралът трябва да се апроксимира с използването на квадратура (числено интегриране) и данни във вид на дискретни стойности. Резултатната система линейни уравнения ще бъде под-определена.
Друг пример за инверсна задача е инверсията на трансформацията на Радон. Тук дадена функция (например от две променливи) е дедуктивно изведена от интегралите по всички възможни линии. Това е прецизно решената задача за реконструиране на образи в рентгеновата томография.

## Свойства на инверсните задачи
Математическата формулировка на инверсната задача води до 'некоректно' поставени модели (некоректно поставена задача, например с не-еднозначно решение). Според Хадамарт математическа задача е коректно поставена (определена) ако:
1. за всички допустими входни данни съществува решение,
2. за всички допустими входни данни, решението е уникално (еднозначно),
3. решението зависещо от данните е непрекъснато.
Ако едно от тези условия е нарушено, задачата е некоректно поставена. Не са гарантирани нито съществуване, нито еднозначност на решението на инверсната задача. Проблемът с нееднозначността (не-уникалността) на решението е преодолим с избора на подходящ алгоритъм (стратегия) за решаване на задачата, който да доведе до желания резултат. В практически приложения с нелинейни инверсни задачи, в повечето случаи има на разположение не чисто измерени данни, а такива смутени от шум, поради грешки в измерванията или неточности на модела. Дори когато тези отклонения от точните стойности са малки, алгоритми проектирани за коректно поставени задачи се провалят, ако не са пригодени за нестабилности на решението (поради нарушение на третото условие на Хадамарт – поради увеличаването на грешките заедно с полезната информация по време на изчисленията). За да се преодолеят тези нестабилности трябва да се използват методи за 'регуларизация', които в най-общ случай заменят некоректно поставената задача от семейство от съседни коректно поставени задачи.
Инверсните задачи в електромагнетизма обикновено са формулирани с помощта на правата задача. Операторът на правата задача (директният оператор) е в състояние да осигури ефектите (полета, потоци) свързани с известни източници, действащи в познати системи. Директният оператор е обикновено опростено представяне на физиката на явлението, което се изследва. Опростяването идва от апроксимацията на реалните източници в израз на подходяща основа за представяне или в опростен модел на системата, така че да се вземе под внимание само подмножество от актуалните взаимодействия.
Докато инверсните задачи в идеалния случай са фромулирани в безкрайното пространство, ограниченията идващи от крайния брой измервания и практическото допускане за възстановяване на краен брой неизвестни параметри водят до преобразуване на инверсната задача в дискретна форма.

## Приложения на инверсните задачи
Съвременните индустриални изисквания, както и нарастващото приложение в научните изследвания и медицината, правят инверсните задачи от голямо значение в последните две десетилетия. Ползата от решаването на много комплексни томографски задачи и изучаването на сложни физически процеси са само някои аспекти на инверсните задачи. Общо за всички инверсни задачи свързани с томография е, че те възникват, когато няма друг възможен начин за директно измерване на търсените величини. Инверсната томография е не-инвазивен и безразрушителен способ за индиректно идентифициране и реконструиране на физични величини и характеристики. Някои важни класове такива задачи са:
- Компютъризирана томография, което включва реконструирането на функция, обикновено разпределение на токова плътност, от стойности на нейните линейни интеграли и е от съществено значение в медицински приложения и в безразрушителния контрол. Математически това е свързано с трансформацията на Радон. Към този клас задачи принадлежи магнитната томография използвана в Биомагнетизма. Някои задачи в магнитохидродинамиката също принадлежат към класа.
- Инверсна локация (чрез разпръскване на вълни), където целта е да се реконструира препятствие (преграда) или нехомогенност от разпръскване на вълни от последната. Това е специален случай на реконструиране на форма и е тясно свързвано с оптимизацията свързана с формата на обекта.
- Капацитивна томография, което включва реконструирането на разпределението на диелектричната проницаемост от измервания на електрическия. Този вид томография се използва за реконструирането на нехомогенности във флуиди.
- Инверсни задачи свързани с топлинна проводимост (решаване на топлинното уравнение в обратна посока)
- Геофизични инверсни задачи, като определянето на пространствено променливи разпределения на плътността в земята от измерване на гравитацията.
- Инверсни задачи за проясняване на снимки
- Импедансна томография: идентификация на параметри в частни диференциални уравнения от вътрешни или гранични измервания на стойности от решението.
Виж още: Индустриална томография